# 赵黎平
赵黎平（1951年8月—2017年5月26日），笔名槁木先生，河北玉田人，曾任内蒙古自治区公安厅厅长、内蒙古自治区人民政府副主席、中国人民政治协商会议内蒙古自治区委员会副主席。2015年3月21日，因涉嫌故意杀人被羁押。据媒体盘点，赵黎平为中共十八大以来，被宣布调查的第100只“老虎”。此案也是中华人民共和国建国后首例省部级官员亲手杀人案。2015年7月，因严重违纪违法被开除党籍。2016年11月11日，赵黎平一审被判处死刑，成为中共十八大后首个获死刑不缓刑的落马官员。2017年5月26日被执行死刑。赵黎平曾兼任内蒙古公安文联主席，出版长篇小说、诗集、散文、杂文集、电视剧本等作品，曾获得内蒙古自治区“五个一”工程图书奖、全国“五个一”工程最佳图书提名奖。

## 仕途

### 进入公安系统
1969年4月参加工作，为吉林省科尔沁左翼中旗代力吉公社插队知青。1971年12月，转为吉林省哲里木盟通辽市教育印刷厂工人。1972年6月进入公安系统，任吉林省哲里木盟公安处侦查员。其间，1978年5月到1978年12月，在公安部人民警察干校痕迹检验专业学习。1976年9月加入中国共产党。1979年7月，因哲里木盟改归内蒙古自治区，任内蒙古自治区哲里木盟公安处刑侦科侦察员。1983年11月，任内蒙古自治区哲里木盟公安处刑侦科副科长、公安处秘书科科长。1984年12月，任内蒙古自治区哲里木盟公安处副处长。其间，1982年9月到1985年10月在内蒙古广播电视大学中文专业学习；1985年9月到1986年1月在中共内蒙古党校第一期政法短期培训班学习。

### 调入公安厅
1990年8月到1991年10月，任内蒙古自治区公安厅刑侦处副处长。1991年10月到1992年7月，任内蒙古自治区公安厅刑侦处处长。1992年7月到1994年2月，任内蒙古自治区公安厅党委委员、办公室主任。1994年2月到2005年3月，任内蒙古自治区公安厅党委委员、副厅长（2000年3月升为正厅级）。其间，2002年7月到2002年8月，在中国人民公安大学厅局长研修班学习。

### 公安厅厅长
2005年3月到2007年2月，任内蒙古自治区公安厅党委副书记、厅长。其间，2003年2月到2005年7月，在中国人民公安大学法律专业研究生班学习，获在职研究生学历。2007年2月到2007年12月，任内蒙古自治区公安厅党委书记、厅长、武警内蒙古总队第一政委。2007年12月到2010年5月，任内蒙古自治区政府党组成员、主席助理，内蒙古自治区公安厅党委书记、厅长。其间，2008年5月到2008年8月，在中共中央党校科学发展观理论培训班学习。
2010年5月起，担任内蒙古自治区人民政府副主席，内蒙古自治区公安厅党委书记、厅长（2010年9月晋升为副总警监）。其间，2011年9月到11月在中国人民解放军国防大学战略班学习。2011年12月30日，增补为内蒙古自治区政协第十届委员会委员。2012年2月19日，增补为内蒙古自治区政协第十届委员会副主席。2012年2月到2012年7月，任内蒙古自治区人民政府副主席、党组成员，内蒙古自治区政协第十届委员会副主席，内蒙古自治区公安厅党委书记、厅长。2012年7月起，任内蒙古自治区政协第十届委员会副主席。2013年11月从内蒙古自治区政协副主席任上到龄退休。退休后，赵黎平在内蒙古自治区公安厅游泳馆二层保留了一间办公室，实际是工作室，有时找朋友来该办公室一起欣赏书法。
从2005年到2012年，赵黎平担任内蒙古自治区公安厅厅长7年。其间，2005年，赵黎平提出打击刑事犯罪“速决战”的概念（即难度小的一周内破案，难度中等的两周内破案，难度大的四周内破案）。2009年，赵黎平介绍“草原110”机制（即借无线电通信系统，为每个牧民家庭配备对讲机，24小时开机）。2012年初，赵黎平打造内蒙古自治区警队快速反应能力。

## 争议
任内蒙古自治区公安厅厅长期间，赵黎平曾卷入多起负面事件。
2007年，“万里大造林”被定性为“以团伙传销形式实施非法经营活动”，内蒙古公安厅厅长赵黎平接手当地善后工作。4年后，一封由“万里购林客户”联名的举报信经互联网传播，信中举报赵黎平四大“违法事实”：暗箱操作假拍卖，资产严重流失，长时间大范围设备损毁，涉嫌非法挪用被冻结管护资金。
2005年，内蒙古系列强奸杀人案凶手赵志红落网，自称系1996年“4·9”女尸案真凶，而非已被执行死刑的呼格吉勒图。2005年，赵黎平刚出任内蒙古自治区公安厅厅长。其后，当年破获呼格吉勒图案的“第一功臣”冯志明不仅未受调查，反而从赛罕区公安分局局长升为呼和浩特市公安局副局长，直到2014年底冯志明才因涉嫌职务犯罪而被调查。但尚无证据显示赵黎平与冯志明的升迁有关。
2007年，为解决内蒙古自治区人民政府在深圳市一块土地纠纷，内蒙古自治区人民政府指派内蒙古自治区人民政府法律顾问委员会办公室副主任杜文等人协调，并向内蒙古自治区财政厅暂借2200万元人民币的专项经费。2012年8月，杜文以贪污罪一审被判处有期徒刑15年。法院认定，杜文在协助内蒙古自治区人民政府处理深圳土地案过程中，贪污公款492万元（包括用来打点相关部门的480万元礼金及12万元差旅费）。2014年12月，呼和浩特市中级人民法院开庭重审此案，庭审中，杜文改变了此前“送礼去向打死不能说”的口风，第一次供述称，2010年3月末，内蒙古公安厅厅长赵黎平以看好一尊铜鼎，需购买后用来向北京送礼为理由，从自己手里拿走130万元人民币。
赵黎平还被指“染指多项工程”。其中之一是内蒙古自治区看守所和安康医院改建项目。据报道，原来4542万元立项建设费用在决算时变为1.2亿元。内蒙古自治区看守所每平方米改建费用近万元，建成后却因监控设施、建造布局达不到公安部统一标准，只好又投入近千万元进行改造。此外，内蒙古公安厅游泳馆、禁毒基地、2010年西门宿舍拆迁等工程也均由赵黎平批复建设。
内蒙古呼伦贝尔市海拉尔区人民法院的一份判决书显示，2010年，内蒙古自治区公安厅所属内蒙古某保安押运服务有限责任公司欲出售49%股权，包头市某百货有限责任公司董事长孙某得知此事后，为收购安保公司股份而向赵黎平行贿2000万元人民币，赵黎平违反国有资产转让的有关规定，使得该百货公司最终获得安保公司49%股份。内蒙古满洲里市人民法院的另一份判决书显示，2007年6、7月间，内蒙古自治区赤峰市公安局原副局长伊景林的表弟吉某某，曾向伊景林提出由自己出资帮助伊景林解决正处级问题，2008年9月，吉某某通过新某某、斯某某向时任内蒙古自治区公安厅厅长赵黎平行贿人民币80万元。新某某、斯某某将其中50万元送至赵黎平家中。之后，2009年12月，伊景林在不符合盟市公安局干部交流选拔条件下，经赵黎平同意，于2010年7月由刑事侦查总队副总队长（副处级）提拔为正处级调研员，并于2010年10月，调至赤峰市公安局任副局长（正处级）。

## 落马

### 涉嫌故意杀人
据报道，2015年1月内蒙古公安系统曾传出赵黎平将被调查的消息。
2015年3月20日，赵黎平在内蒙古自治区赤峰市境内涉嫌故意杀人，被公安机关羁押。据报道赵黎平涉嫌杀害的是“与自己关系较为亲密的一位女性”。
据新浪网独家报道，3月20日傍晚，一名年輕女子（李某某，汉族，1988年9月生，赤峰市翁牛特旗人，小学文化）向赤峰市警方報案稱，自己被前任自治区公安廳長追殺。當天傍晚在205國道橋北附近，趙向该女子開了兩槍，但並未致命（趙與被害女子事發前一天曾在赤峰港灣世紀酒店住過一晚上，該酒店距槍擊地点的距離僅有5分鐘車程）。女子隨即攔下一輛白色的車，並在逃跑途中報了警。趙駕駛著黑色奧迪車追趕，至百合新城小区（李某某在此拥有住房）内开枪击中受害人头部，將其殺害。殺人後，趙將女子屍體裝入所開奧迪車的后备箱中仓皇离开。据目击者称，事发时小区很黑，行人也很少。奥迪车离开时动静很大，“倒车速度很快，连撞4辆车才离开小区。”
之后赵黎平将车开到距离案发地点十余公里外，位于205省道与大牛圈山之间的当铺地满族乡新井村拋尸。次日中午警方出动了500多名警力，在經過了五六個小時的地毯式搜索後，終於在新井村雨潤集團南側的山坡上發現了受害女子李某某的屍體。警方人员告诉新浪网记者：“焚尸後埋了，但是沒燒太嚴重，頭部中了一槍，但目前尸檢結果還沒出來。”在山的另一側，警方找到了被壓在石頭下面的用来作案的兩把手槍。在山上的搜索過程中，警方意外發現，趙在事發前曾來此踩過點。“有個羊倌在山上住，家里有攝像頭，羊倌說趙昨天來過這個地方來，還跟他放了一會羊。”案發後四五個小時，根據赤峰城區里攝像頭記錄下的行車蹤跡，警方看到車從205國道經過，最終在克什克騰旗將趙抓獲。赵被捕时，身上带血，没有反抗拘捕，车上有一把枪。此外，警方还从其呼市的家中搜出两把手枪。

### 开除党籍
2015年7月31日，中共中央纪委发布消息：经中共中央批准，中共中央纪委对内蒙古自治区政协原副主席赵黎平严重违纪问题进行了立案审查。经查，赵黎平严重违反廉洁自律规定，收受礼金；利用职务上的便利，在干部选拔任用、企业经营等方面为他人谋取利益，收受贿赂；非法持有枪支、弹药；严重违反社会主义道德，与他人通奸。其中，受贿和非法持有枪支、弹药问题涉嫌犯罪。此外，经公安机关侦查，赵黎平还涉嫌故意杀人罪。
赵黎平身为长期从事公安工作的高级领导干部，严重违反党的政治规矩和组织纪律，知纪违纪，执法犯法，性质恶劣、情节严重，社会影响极坏。依据《中国共产党纪律处分条例》等有关规定，经中央纪委审议并报中共中央批准，决定给予赵黎平开除党籍处分；收缴其违纪所得；将其涉嫌犯罪问题、线索及所涉款物移送司法机关依法处理。

### 死刑判决
2016年11月11日，赵黎平故意杀人、受贿、非法持有枪支、弹药、非法储存爆炸物案，在山西省太原市中级人民法院一审公开宣判。法院认定被告人赵黎平犯故意杀人罪，判处死刑，剥夺政治权利终身；犯受贿罪（2368萬人民幣），判处有期徒刑十五年，并处没收个人财产人民币二百万元；犯非法持有枪支、弹药罪，判处有期徒刑五年；犯非法储存爆炸物罪，判处有期徒刑三年，决定执行死刑，剥夺政治权利终身，并处没收个人财产人民币二百万元。
审理查明，2015年3月20日，被告人赵黎平在内蒙古自治区赤峰市持枪将被害人李某某杀害。2008年至2010年，赵黎平利用担任内蒙古自治区公安厅厅长的职务便利，在企业经营、干部选拔任用等方面为他人谋取利益，非法收受人民币2368万元。公安机关勘查杀人相关现场时查获了赵黎平藏匿的转轮手枪、六四式手枪及49发子弹，还在赵黎平的办公室内查获其非法存放的91枚雷管。
赵黎平后来因为对刑期不服而提出上诉，2017年2月22日至23日，山西省高级人民法院对赵黎平故意杀人、受贿、非法持有枪支、弹药、非法储存爆炸物案进行了二审公开开庭审理。
2017年2月28日下午，山西省高級人民法院二审駁回趙的上訴，維持一審死刑判決，并报请最高人民法院核准。
2017年5月26日上午，经最高人民法院核准，赵黎平在太原被依法执行死刑，终年66岁，成为中共十八大后第一个被处决的落马官员。最高人民法院认为，被告人赵黎平故意非法剥夺他人生命，其行为构成故意杀人罪。故意杀人的犯罪性质、情节特别恶劣，手段极其残忍，社会危害大，罪行极其严重，应依法惩处。对赵黎平所犯数罪，依法应予并罚。第一审判决、第二审裁定认定的事实清楚，证据确实、充分，定罪准确，量刑适当。审判程序合法。据此，最高人民法院核准山西省高级人民法院维持第一审对被告人赵黎平判处死刑的刑事裁定。
太原市中级人民法院收到最高人民法院的刑事裁定和执行死刑命令后，依法对罪犯赵黎平进行了宣判并执行死刑。临刑前，赵黎平与其近亲属进行了会见。

## 著作
赵黎平1998年加入中国作家协会。曾兼任内蒙古公安文联主席，全国公安文联理事，中国通俗文艺研究会常务理事，内蒙古通俗文艺研究会副主席。其主要文学作品有：
- 长篇小说《大司马传奇》、《王陵疑案》
- 诗集《大漠孤烟》、《长河落日》、《旧诗新抄》、《槁木斋诗词》
- 文选《中国谋略家箴言》
- 散文《港岛行记》、《俄罗斯散记》、《亡羊补牢琐谈》、《中国侦探小说现状与发展途径》、《八月与诗的断想》
- 电视剧剧本《王陵疑案》（获1995年全国“五个一”工程最佳图书提名奖）
- 杂文集《大梦谁先觉》（获1995年内蒙古自治区“五个一”工程图书奖）
- 《中国侦探小说现状与发展途径》（获1996年金盾文化工程文学三等奖）[9]

## 家庭
赵黎平和妻子育有两个儿子。有老干部称，赵妻原本是呼和浩特一家国企的员工，后在自治区公安厅以副处待遇退休，但实际没上过班，赵两个儿子都是四十岁左右，二儿子赵震宇目前任鄂尔多斯市公安局副局长。赵黎平被指为内蒙古自治区前高官的女婿。